# Cinégiro
Cinégiro (del griego antiguo: Κυνέγειρος o Κυναίγειρος, transliterado Kynàigeiros, latinizado, Cynaegeirus; Atenas, siglo VI a. C. - Batalla de Maratón, agosto/septiembre de 490 a. C.) fue un general y héroe militar griego ateniense. 
Hijo de Euforión (Εὐφορίων) de Eleusis y miembro de los eupátridas, la antigua nobleza de Ática, tenía tres hermanos, el dramaturgo Esquilo, el héroe de la batalla de Salamina, Ameinias, y su hermana Filópato (Φιλοπαθώ), madre del poeta trágico ateniense Filocles.

## Batalla de Maratón
En 490 a. C., Cinégiro y sus hermanos Esquilo y Ameinias lucharon para defender Atenas del invasor ejército persa de Darío en la batalla de Maratón. Según Plutarco, Cinégiro fue uno de los cuatro generales atenienses.
A pesar de la superioridad numérica de los persas, fueron derrotados y huyeron a sus naves. Los atenienses los persiguieron hasta ellas, y Cinégiro en su intento de mantenerse en la popa de un barco persa con sus propias manos le habrían cortado la mano con un hacha y murió. De acuerdo con otra versión de su muerte, registrada por el historiador romano Justino, cuando Cinégiro perdió su mano derecha, agarró el barco del enemigo con la izquierda, pero los persas también le cortaron la otra mano. Aquí el héroe, después de haber perdido sucesivamente las dos manos, se cuelga con sus dientes, e incluso en su estado mutilado lucha desesperadamente con las últimas armas mencionadas, "¡como una fiera rabiosa!"
Existía una costumbre en Atenas por la que el padre del hombre que hubiese tenido la muerte más valeroso en una batalla, debía pronunciar la oración fúnebre en público. El padre de Cinégiro y el padre de Calímaco tuvieron una discusión sobre esto. Polemón de Laodicea declamó primero en nombre de Cinégiro y luego en nombre de Calímaco.
El incidente de la muerte heroica de Cinégiro se convirtió en un emblema de la memoria cultural en la Antigua Grecia y fue descrito en la literatura con el fin de inspirar sentimientos patrióticos a las generaciones futuras.  También fue pintado por el antiguo pintor griego Polignoto en la Stoa Pecile de Atenas en 460 a. C., mientras que el antiguo viajero y geógrafo Pausanias describió la obra ya en el siglo II.
En Elefsina hay un monumento dedicado a él.